# Haxhi Qamili
Haxhi Qamili właśc. Qamil Zyber Xhameta (ur. 1876 we wsi Sharrê, zm. 16 sierpnia 1915 w Durrësie) – albański duchowny muzułmański, przywódca chłopskiej rewolty w latach 1914–1915.

## Życiorys
Pochodził ze wsi Sharrê (obecnie zachodnia część Tirany), był synem duchownego Zybera Xhamety. Według Mithata Frasheriego miał walczyć jako ochotnik w obronie Szkodry przed wojskami czarnogórskimi. Jako muzułmański szejk był związany z bractwem Melamitów (Malāmatiyya). W połowie maja 1914 stanął na czele powstania muzułmańskich, w większości niepiśmiennych chłopów ze środkowej Albanii, skierowanego przeciwko władzy Wilhelma von Wieda. Rebelianci byli przekonani, że nowa władza działa na rzecz europeizacji Albanii, stanowiąc zagrożenie dla ich tożsamości. Obawy wzbudzały także pogłoski o planach odbierania ziemi chłopom przez chrześcijańskiego władcę. 18 maja 1914 rebelianci wkroczyli do Tirany. Pod wpływem agentów osmańskich agitujących przeciwko nowo powstałemu państwu albańskiego chłopi zaatakowali Durrës, gdzie znajdowała się siedziba księcia. W czasie walk zginął holenderski oficer żandarmerii, podpułkownik Lodewijk Thomson.
3 czerwca 1914 na wiecu w Kavaji powstańcy przedstawili swoje żądania – powrót Albanii pod władzę osmańską, ustanowienie osmańskiego księcia na ziemiach albańskich, a także używanie alfabetu arabskiego do zapisu języka albańskiego. Oprócz Haxhiego Qamiliego w gronie przywódców powstania znajdowali się Mustafa Ndroqi i mufti Tirany Musa Qazimi. Sam Qamili określany przez swoich podkomendnych jako Baba Haxhiu (Ojciec Haxhi) uznawał się za wysłannika Allaha, który miał doprowadzić do zmiany porządków społecznych w Albanii. Jak pisał Qamil Cela. Qamili sprawiał wrażenie szaleńca, nosił dziwaczny strój, na który nakładał zdobyczną kurtkę mundurową osmańskiego generała. Hasłem rebelii stały się słowa "Duam Babën" (Chcemy sułtana) – stąd określenie dumbabistów jak potocznie określano rebeliantów. Z inicjatywy Qamiliego dochodziło do zajmowania ziemi i domów, należących do zamożnych rodzin i przekazywania ich w ręce ubogich. Ofiarami samosądów stawali się nauczyciele języka albańskiego, ale także część duchownych. Według relacji Qamila Çeli siły wierne Qamiliemu liczyły w okresie największych sukcesów rebelii ponad 3000 ludzi. W sierpniu 1914 większość dzisiejszej Albanii znalazło się pod kontrolą rebeliantów. 1 września 1914 flaga osmańska, którą posługiwali się dumbabiści, załopotała na Wlorą – miastem, w którym podpisano albańską Deklarację Niepodległości.

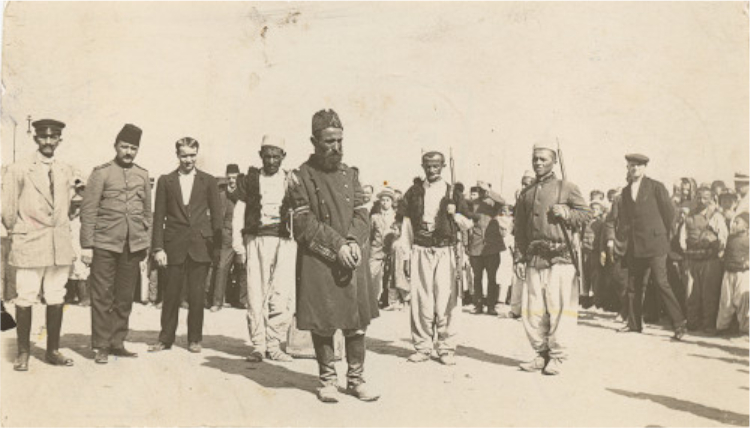
Haxhi Qamili po ujęciu przez oddziały serbskie

W październiku 1914 do Albanii powrócił Esad Pasza Toptani i podjął próbę przejęcia władzy nad krajem, ale poniósł porażkę w konfrontacji z dumbabistami, a jego pałac w Tiranie został spalony. W 1915 na ziemie albańskie wkroczyły oddziały serbskie, sprzymierzone z Toptanim i rozbiły siły rebeliantów pod Qukës i na przełęczy Qafa e Krrabës. 11 czerwca 1915 Serbowie zajęli Durrës i schwytali przywódców powstania. Sąd, którego obradom przewodniczył Xhelal Bej Zogu skazał ich na karę śmierci. Qamili został publicznie powieszony w Durrёsie 16 sierpnia 1915. Wraz ze śmiercią przywódców rebelia wygasła.

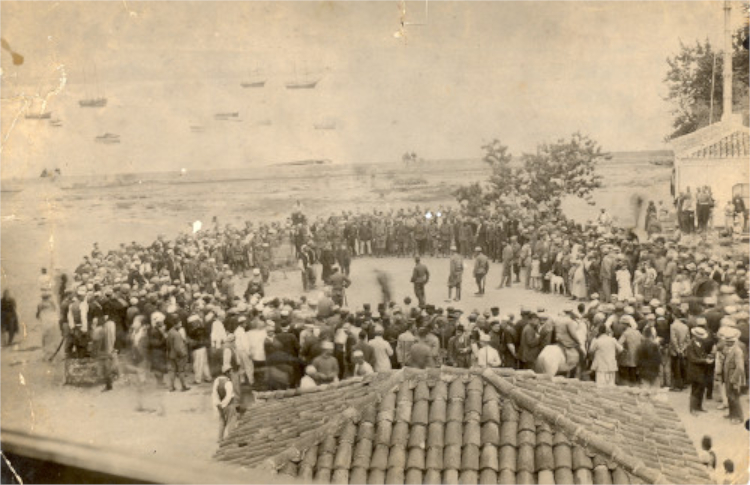
Proces Qamiliego w 1915

## Pamięć o chłopskim przywódcy
W 1928 w artykule opublikowanym w piśmie Dituria, Midhat Frasheri porównywał rebelię Qamiliego do bolszewizmu w wersji albańskiej. Kole Krasniqi uznaje ruch Qamiliego jako pierwsze islamistyczne ugrupowanie terrorystyczne w historii Albanii. W okresie rządów komunistycznych albańska historiografia przedstawiała ruch Qamiliego jako powstanie antyimperialistyczne i antyfeudalne, zorganizowane przez patriotyczny lud albański. Rzekomą wielkość postaci Qamiliego potwierdzał wielokrotnie dyktator komunistycznej Albanii, Enver Hoxha w tekstach poświęconych "ludowemu bohaterowi". W rodzinnej miejscowości Qamiliego powstało niewielkie muzeum poświęcone tej postaci. W okresie postkomunistycznym postać Qamiliego trafiła do repertuaru politycznych inwektyw – w ten sposób związana z Demokratyczną Partią Albanii Gazeta 55 określała przywódcę konkurencyjnej Socjalistycznej Partii Albanii – Ediego Ramę. 19 sierpnia 2006 wydawany w Tiranie dziennik Koha Jone ujawnił, że szkoła podstawowa w Sharrê nadal nosi imię Haxhiego Qamiliego. Autor artykułu uznał za skandaliczne, aby ten symbol obskurantyzmu i zacofania pozostawał patronem szkoły, w obliczu aspiracji europeizacyjnych Albanii i jej dążeń do integracji ze Wspólnotami europejskimi. Temat ten przez kilka dni budził zainteresowanie mediów, tym bardziej że miejscowa ludność podzieliła się w opiniach na temat Qamiliego uznając go za obrońcę ubogiej ludności przeciwko dominacji agów i bejów.